# Université polytechnique de Madrid
Pour les articles homonymes, voir Université de Madrid (homonymie).
L'université polytechnique de Madrid (en espagnol Universidad Politécnica de Madrid ou UPM) est une université publique fondée en 1971 par regroupement de divers centres de formation techniques répartis dans les différents campus de la capitale.

## Description
Son siège est situé dans la cité universitaire de Madrid, mais l'université est divisée en plusieurs campus dans toute la capitale. La plupart de ses écoles, notamment l'École Technique Supérieure des Ingénieurs Industriels, sont des centres de référence dans le domaine de l'ingénierie en Espagne et même en Europe[réf. nécessaire]. En effet, l'Université polytechnique de Madrid, selon le classement élaboré par le quotidien espagnol El Mundo[réf. nécessaire], est à la tête de la formation des ingénieurs en Espagne en matière d'excellence académique et éducative.
Les différentes écoles formant l'UPM proposent principalement des enseignements techniques, puisqu'à sa création les enseignements des sciences expérimentales et sociales furent regroupés dans l'université complutense de Madrid.
L'université fait partie du réseau TIME (Top Industrial Managers for Europe) qui permet d'obtenir des doubles diplômes européens.

## Écoles par campus
- Cité universitaire

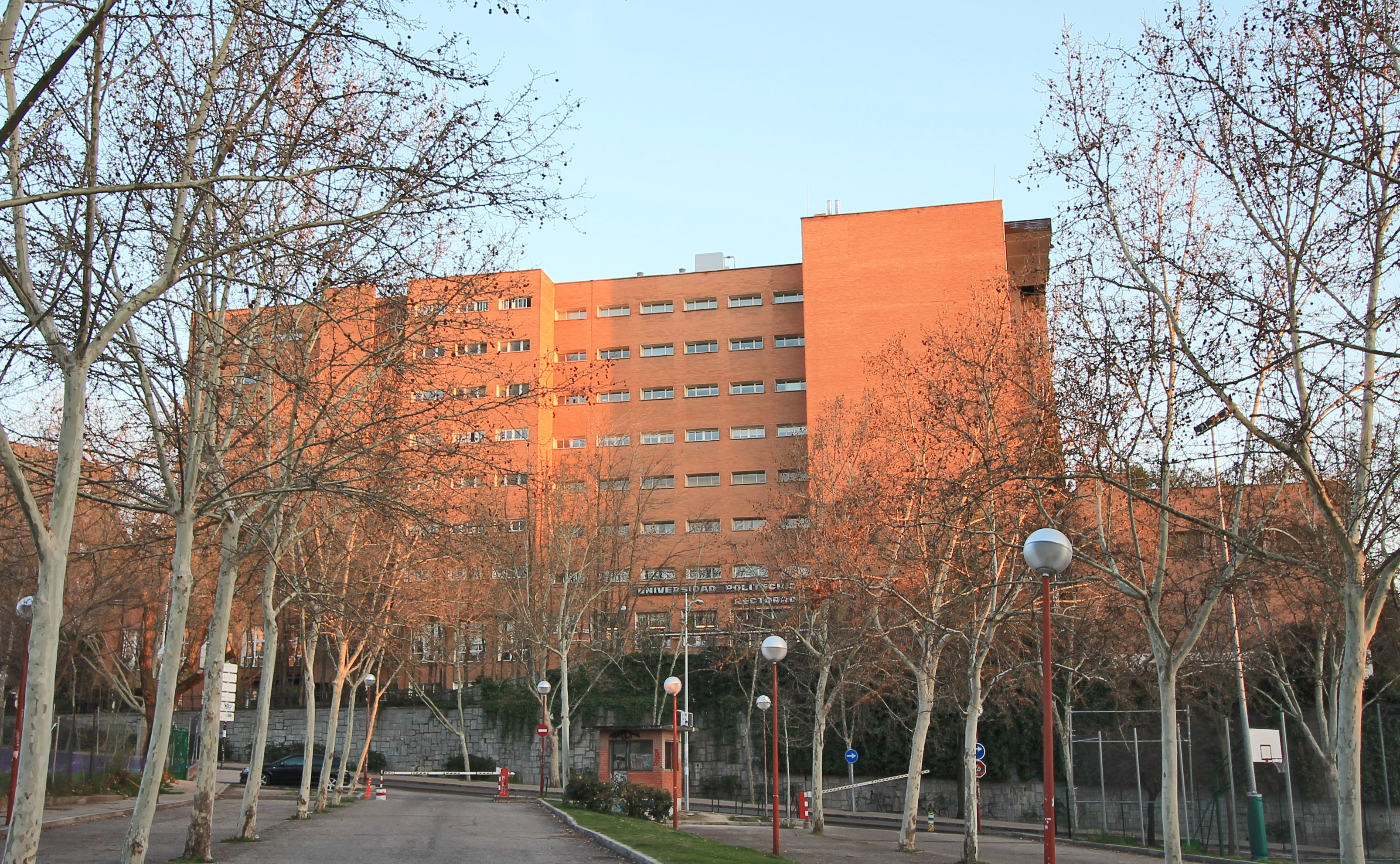
Rectorat.

  - Escuela Técnica Superior de Arquitectura de Madrid : École d'architecture.
  - Escuela Técnica Superior de Ingenieros Aeronáuticos : École des ingénieurs aéronautiques.
  - Escuela Técnica Superior de Ingenieros Agrónomos de Madrid : École des ingénieurs agronomes.
  - Escuela Técnica Superior de Ingenieros de Caminos, Canales y Puertos : École des ingénieurs des chemins, des canaux et des ports.
  - Escuela Técnica Superior de Ingenieros Navales : Écoles d'ingénierie navale.
  - Escuela Técnica Superior de Ingenieros de Montes : École des ingénieurs des forêts.
  - Escuela Técnica Superior de Ingenieros de Telecomunicación (ETSIT) : École des ingénieurs en Télécommunications.
  - Escuela Universitaria de Arquitectura Técnica de Madrid : École universitaires des maîtres d'œuvre.
  - Escuela Universitaria de Ingeniería Técnica Aeronáutica de Madrid : École des experts en aéronautique.
  - Escuela Universitaria de Ingeniería Técnica Agrícola : École des experts agricoles.
  - Escuela Universitaria de Ingeniería Técnica Forestal : École d'expertise des forêts.
  - Facultad de Ciencias de la Actividad Física y del Deporte (INEF) : Facultés des sciences et techniques des activités physiques et sportives.
- Campus de Montegancedo
  - Facultad de Informática : Faculté des ingénieurs informatiques.
- Campus Sud (Complexe polytechnique de Vallecas)
  - Escuela Universitaria de Informática : École des experts en informatique
  - Escuela Universitaria de Ingeniería Técnica de Telecomunicación : École d'expertise en télécommunication.
  - Escuela Técnica Superior de Ingenieros en Topografía, Geodesia y Cartografía : École d'ingénierie des sciences géographiques.
- Campus Centre (Écoles dans le centre-ville de Madrid)
  - Escuela Técnica Superior de Ingenieros Industriales de Madrid : École d'ingénieurs.
  - Escuela Universitaria de Ingeniería Técnica Industrial : École d'expertise en génie industriel.
  - Escuela Técnica Superior de Ingenieros de Minas de Madrid: École des ingénieurs des mines.
  - Escuela Universitaria de Ingeniería Técnica de Obras Públicas : École des experts en travaux publics.

## Personnalités liées à l'université

### Étudiants
- Pedro Duque, astronaute et homme politique
- Rocío Monasterio, personnalité politique
- Nuria Oliver, informaticienne
- Elena García Armada, ingénieure industrielle dans la robotique bionique
- Sandra Sánchez Jaime, karatéka
- Florentino Pérez, homme d’affaires, Président du Real Madrid
- Javier Pérez-Tenessa, homme d'affaires mexicain